# يو إف سي ليلة القتال: رودريغيز ضد ستيفنس
يو إف سي ليلة القتال: رودريغيز ضد ستيفنس (بالإنجليزية: UFC Fight Night: Rodríguez vs. Stephens)‏ (المعروف أيضًا باسم يو إف سي ليلة القتال 159 أو يو إف سي على إي إس بي إن+ 17) هو حدث لفنون القتال المختلطة نظمته يو إف سي، وأُقيم في 21 سبتمبر 2019، على مكسيكو سيتي أرينا في مدينة مكسيكو، المكسيك.